# Въведение Богородично (Сяр)
„Въведение Богородично“ (на гръцки: Ιερός Ναός Εἰσοδίων τῆς Θεοτόκου) е православна църква в източномакедонския град Сяр (Серес), Егейска Македония, Гърция, енорийски храм на Сярската и Нигритска епархия на Вселенската патриаршия.

## История
Църквата е разположена на улица „Бизани“ № 3. В църквата се пази стара, смятана за чудотворна, икона на Света Богородица, донесена от бежанците от Бурсенско в 1922 година. До 1947 година иконата е пазена от Деспина Демироглу Хидериду. В тази година на една учителка се явила Света Богородица, която ѝ показала мястото за неин нов дом. Така в 1947 – 1948 година е изградена първата църква. В 1967 година е построена нова по-голяма, която обаче също е разрушена, тъй като е малка и с лоша зидария. На 24 юни 1998 година са осветени основите на настоящия храм. На 12 октомври 2003 година при митрополит Теолог Серски църквата става енорийска, като преди това е била параклис на „Свети Четиридесет мъченици“.
В архитектурно отношение църквата е трикорабна базилика с П-образна форма, която на изток завършва с два параклиса, посветени на Свети Георги и на Свети Максим Омологит.